# Noriko Ohara
Noriko Ohara (jap. 小原 乃梨子 Ohara Noriko;  ur. 2 października 1935 w Tokio, zm. 12 lipca 2024) – japońska seiyū.

## Życiorys
Noriko Ohara urodziła się 2 października 1935 roku w Tokio w Japonii jako Noriko Tobe (jap. 戸部法子 Tobe Noriko). Swoją karierę jako aktorka seiyū rozpoczęła w 1966 roku w wieku 31 lat, użyczając głosu Megane w serialu anime Harisu no kaze, ale największą sławę przyniosły jej role, m.in. Księżniczki Poniedziałek (W Królestwie Kalendarza), Miss Dronio (Yattaman) oraz Nobity Nobi (Doraemon).
W późniejszym czasie Ohara użyczyła również głosu innym bohaterom, m.in. Conanowi w Future Boy Conan, Piotrusia w Heidi, Oyuki w Urusei Yatsura oraz Claudii LaSalle w Super Dimension Fortress Macross.
Jej brat, Atsuo Tobe (jap. 戸部敦夫 Tobe Atsu) pracuje jako animator w studiu Sunrise Inc. Ohara należy do agencji Production Baobab.

## Filmografia
- Harisu no kaze – Megane
- W Królestwie Kalendarza – Księżniczka Poniedziałek
- Yattaman – Miss Dronio
- Doraemon – Nobita Nobi
- Future Boy Conan – Conan
- Heidi – Piotruś
- Mały Wansa – Wansa
- Urusei Yatsura – Oyuki
- Super Dimension Fortress Macross – Claudia LaSalle
- Róża Wersalu – Narrator